# Camilla
Camilla – miasto w Stanach Zjednoczonych, w stanie Georgia, w hrabstwie Mitchell.